# Paraíso (gmina)

Położenie gminy Paraíso na mapie stanu Tabasco

Paraíso – gmina meksykańskiego stanu Tabasco, położona w jego środkowej  części, na wybrzeżu Zatoki Meksykańskiej. Jest jedną z 17 gmin w tym stanie. Siedzibą władz gminy jest miasto o tej samej nazwie. Nazwa gminy pochodzi od słów hiszpańskich odkrywców “Paso del Paraíso” (Rajskie przejście), którzy nazywali tak ten rejon urzeczeni obfitością roślinności. Do chwili obecnej gmina jest znana z produkcji szlachetnego drewna - tekowego i mahoniowego.
Ludność gminy Paraíso w 2010 roku liczyła 86 620 mieszkańców, co czyniło ją przeciętną pod względem liczebności, gminą w stanie Tabasco.

## Geografia gminy

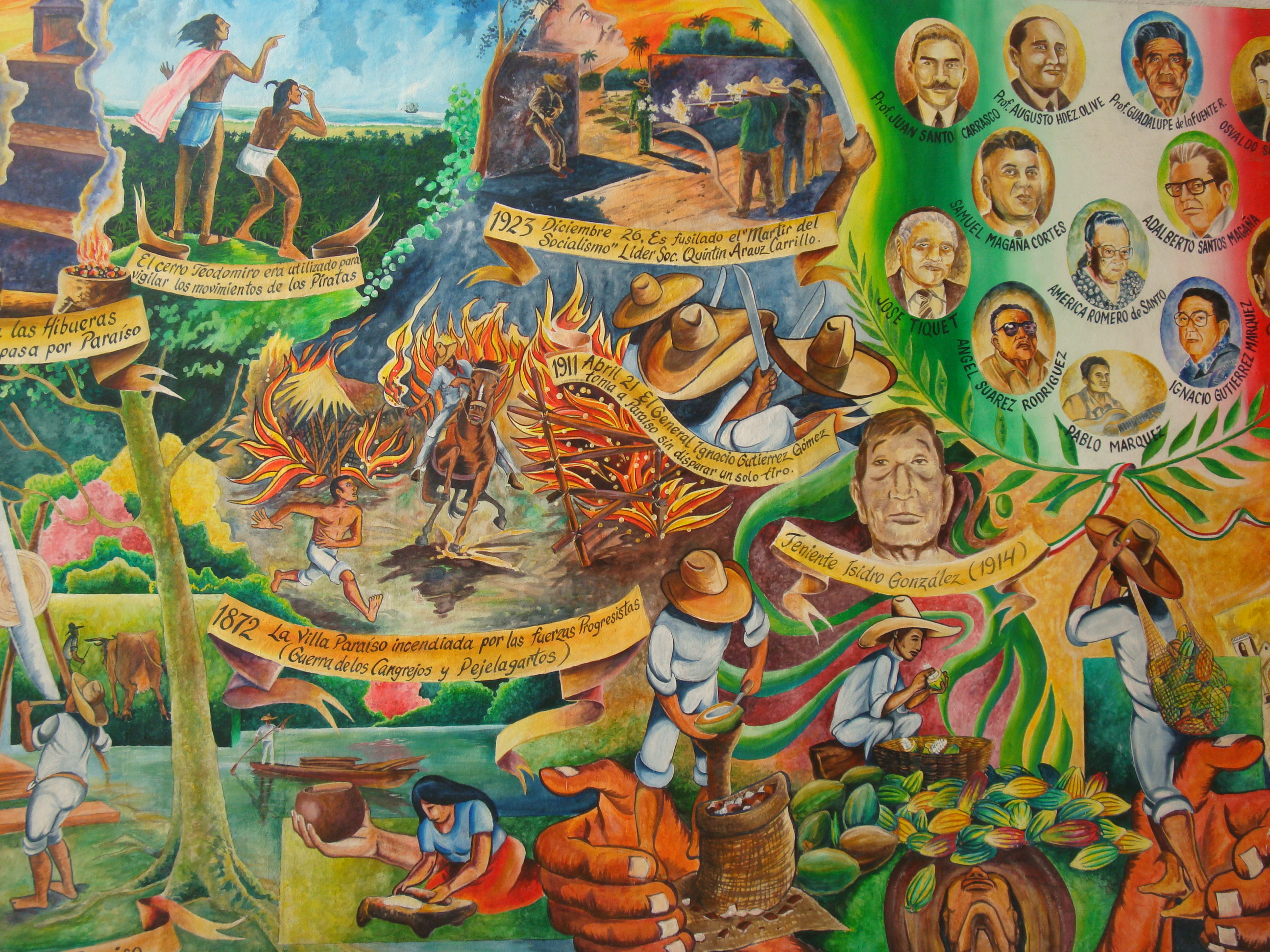
Mural na ścianie siedziby władz gminy Paraíso

Powierzchnia gminy wynosi 577,55 km² zajmując tylko 1,5% powierzchni stanu, co czyni ją najmniejszą gminą w stanie Tabasco. Obszar gminy jest równinny a położenie na wybrzeżu Zatoki Meksykańskiej sprawia, że większość powierzchni jest nieznacznie wyniesione ponad poziom morza. Kilka rzek na terenie gminy kończy swój bieg wpływając do Zatoki (największa to Rio González). Na obszarze gminy jest duże jezioro przybrzeżne Laguna de Mecoacan oraz kilkadziesiąt mniejszych z których najważniejszymi są la Machona, Tupilco, Puente de Ostión, La Encerrada o Amatillo, Tres Palmas, El Zorro i Arrastradero. Teren gminy jest często bagnisty a części nie pokryte wodą lub bagnami w dużej części pokryte są lasami, które mają charakter lasów deszczowych.

## Klimat
Klimat jest ciepły ze średnią roczną temperaturą wynoszącą 26,0 °C oraz z niewielką roczną amplitudą, gdyż rekordowa temperatura najcieplejszego miesiąca (maj) wynosi 44 °C, podczas gdy rekordowa temperatura najchłodniejszego (styczeń) wynosi 12 °C. Wiatry znad Morza Karaibskiego oraz znad Zatoki Meksykańskiej przynoszą dużą masę wilgotnego powietrza, które ochładzając się uwalnia wodę powodując gwałtowne opady (głównie w porze deszczowej przypadającej w lecie), czyniąc klimat wilgotnym ze średniorocznym opadem na poziomie aż 1751,4 mm.

## Gospodarka
Spośród całej ludności około 67% jest aktywnych ekonomicznie, lecz tylko 33,3% z tego to ludność zatrudniona w rolnictwie i rybołówstwie co sprawia, że gmina wyróżnia się na tle innych gmin w stanie i nie należy do ubogich. Ludność gminy jest zatrudniona według udziału procentowego w następujących gałęziach: rolnictwie, hodowli i rybołówstwie, a także w zakładach bazujących na pracy ręcznej, przemyśle petrochemicznym, budownictwie oraz usługach i turystyce. Najczęściej uprawia się kokosy, kakao, kukurydzę, paprykę oraz gatunki ogrodnicze. W przemyśle ludność oprócz górnictwa naftowego dla firmy Pemex pracuje przy wyrobie mebli, przemyśle spożywczym (czekolada, kakao, tortille) oraz włókienniczo-odzieżowym.